# 博布里察 (切爾卡瑟區)
49°47′55″N 31°24′20″E / 49.79861°N 31.40556°E

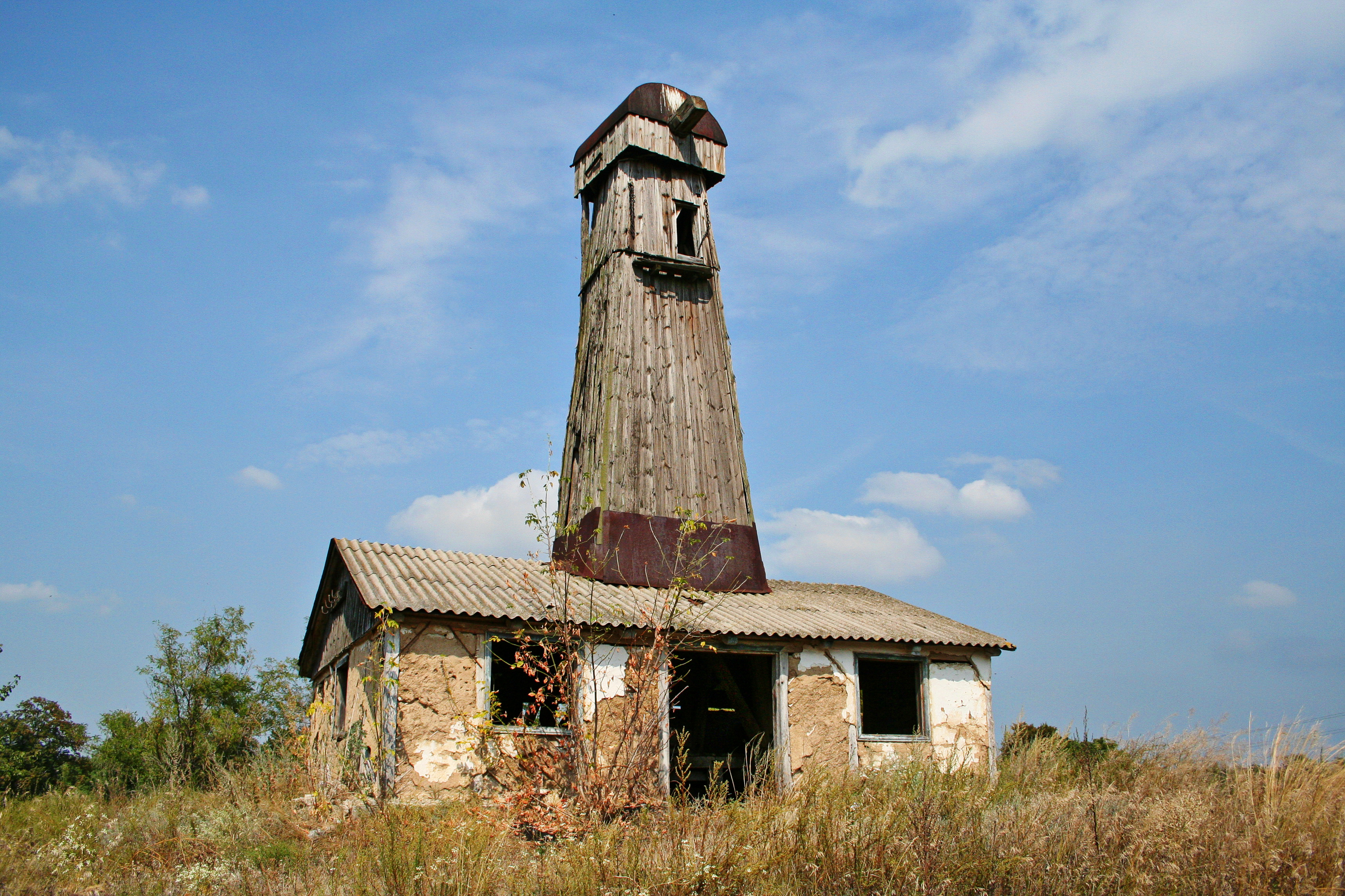
风车

博布里察（烏克蘭語：Бобриця）是位於烏克蘭中部的村莊，由切爾卡瑟州切爾卡瑟區的博布里察市鎮負責管轄。該村始建於1663年，面積2.58平方公里，海拔高度92米，2009年人口1,113，人口密度每平方公里392.2人。